# Lucia Cicoară Drăgan
Lucia Cicoară Drăgan (n. 31 Iulie 1950, Buziaș) este o poetă, regizoare, conferentiar universitar și mezzosoprană română.

## Biografie
Formare și Consacrare
"Muzica a fost pasiunea vieții mele.
Sclipirea acestei pasiuni s-a ivit în viața mea odată cu sunetele  pianului din casa bunicii.
Am aflat mai târziu că bunica îmi predestinase soarta, strecurându-mi în leagăn un ban de argint, pentru ca vocea să-mi sune precum argintul. Acesta a fost începutul.
Apoi pașii m-au purtat mereu spre cânt: solistă acompaniată de tatăl meu organist al bisericii catolice din Buziaș, interpretând romanțe la seratele de la liceu.
Mi-am dat seama că acesta este drumul meu, un munte greu de urcat ce-l voi învinge prin muncă multă, voință, dragoste, dăruire, ambiție și pasiune." 

## Studii
A urmat cursurile Facultății de pedagogie muzicală la Universitatea Transilvania din Brașov, unde i-a avut profesori pe: maestrul Victor Iusceanu ( teorie –solfegiu), Walter Michael Klepper (armonie), Octavian Nemescu ( contrapunct), Emilia Comișel ( folclor) și pe marea artistă emerită Lia Hubic (canto), cea care a simțit cu adevărat vocația Luciei Cicoară pentru scenă (1972). Perfecțiunea tehnicii vocale o datorează maestrelor: Lia Hubic, Ana Rosza Vasiliu, Magda Ianculescu, Florica Albu. În anul 1973 urmează cursurile la zi ale Conservatorului „Gheorghe Dima” din Cluj, astazi Academia Națională de Muzică „Gheorghe Dima”, la Facultatea de Instrumente și Canto, unde devine studenta profesoarei Edith Simon, interpretă de lied și oratoriu. Încheie examenul de diplomă cu rolul Marcelinei din opera Nunta lui Figaro de W. A. Mozart ( 1978). Urmează cursuri de specializare la Hochschule für Musik „Franz Liszt” din Weimar (1974, clasa prof. Lore Fischer).  În anul 2004 obține, la Academia Națională de Muzică „Gheorghe Dima”, doctoratul în Muzică (Magna Cum Laude). În 2007, obține specializarea în Regie Teatru Muzical, la Academia Națională de Muzică „Gheorghe Dima”, Facultatea de Artǎ Scenicǎ.

## Cariera
În anul 1978 este angajată solistă vocală operă- operetă la Teatrul Național de Operă și Operetă „Nae Leonard” din Galați . Debutează în rolul Azucenei din opera Trubadurul de G. Verdi. Urmează al 2-lea spectacol având următorii parteneri de scenă: Cornel Stavru, Vasile Martinoiu, Dan Zancu. În urma unei audiții informative din partea maestrului Cornel Stavru pe atunci Director Artistic la Opera Națională București, este angajată în toamna anului 1982 ca solistă vocală, unde va performa până in 2002. 
"Dacă vrei să-l faci pe Dumnezeu să râdă, să-i spui ce planuri ai. Destinul, pasiunea și Dunărea m-a invitat să mă reinventez cu ceva la care nici nu bănuiam că sunt în stare: REGIA. Debutul meu în regie s-a născut tot la Galați cu spectacolul Rigoletto de G. Verdi. Și-apoi Dunărea m-a purtat spre mare, acolo am găsit un alt teatru de operă pe care îl țin strâns la piept ca pe o comoară. M-a inspirat apoi și poezia. Ce pot să mai spun, sunt un Om împlinit și foarte fericit." 
După 20 de ani pe scena Opera Națională București, revine la Teatrul Național de Operă și Operetă „Nae Leonard” din Galați ca solistă de operă – operetă.
Tot la Galați debutează și în regie cu spectacolul Rigoletto  de G. Verdi. (2006). Acest spectacol a fost și examenul de licență al Facultății de Artă Scenică- specializarea Regie Teatru Muzical, din cadrul Academia Națională de Muzică „Gheorghe Dima”.
A cântat alături de Nicolae Herlea, Vasile Martinoiu,Emil Iurașcu, Pompei Hărășteanu, Alexandru Moisiuc,Dan Zancu,Lucian Marinescu, Dragoș Vladimir, Ștefan Ignat, Victoria Bezetti, Sanda Șandru,David Ohanesian, Monica Teodorescu, Nicolae Urziceanu, Irina Scak, Valentin Loghin, Melania Ghioaldă, Mariana Colpoș, Dorina Cheșei, Natalia Cebotari, Maria Bieșu,  Mihail Munteanu, Stoian Popov,Tiemin Wang, Mauro Augustini, Eugenia Moldoveanu, Maria Slătinaru – Nistor, Constantin Gabor, Laura Niculescu, Mioara Cortez,Rodica Toma, Ion Pojar, Gabriel Năstase, Florin Farcaș, Ionel Voineag, Ludmila Aga, Lucia Țibuleac, Mihnea Lamatic, Anatol Covali, Nicolae Bratu, Sever Barnea, Dan Dumitrescu,Cristian Mihăilescu,Ștefan Teodorescu, Nicolae Andreescu , Florin Diaconescu, Lucia Becar, Elvira Cârje, Marina Mirea, Nicolae Urdăreanu, Valentin Vasiliu, Cornelia Angelescu, Paul Basacopol, Marc Deaton, Alexandru Badea, Mihnea Lamatic, Eduard Tumagianian, Nicolae Florei, Valentin Teodorean, Daniela Vlădescu, George Pănescu, Silvia Voinea, Margareta Popescu, Margareta Kiss, Liana Podlovski, Ruxandra Vlad, Gerda Radler, Cristina Eremia,Iordache Basalic, Adrian Ștefănescu, Mihaela Stanciu, Elena Grigorescu, Constantin Ene.
A cântat sub bagheta dirijorală a marilor maeștrii Camil Marinescu, Constantin Petrovici, Cornel Trăilescu, Cem Mansur, Radu Ciorei, Răzvan Cernat, Iurie Florea, Andrei Neve, Ruslan Raicev, Gheorghe Stanciu, Carol Litvin, Alexandru Samoilă, Emil Maxim, Cristian Mandeal, Cristian Brâncuși, Leonard Dimitriu, Sorin Oancea, Gabor Kiss, Silviu Zavolovici, Ury Schmit.
A lucrat cu mari regizori : Jean Rânzescu, Hero Lupescu, Alexandru Tocilescu, Andrei  Șerban, Nora Constantinova, Anda Tăbăcaru. 

## Repertoriu
Operă:
- V.Bellini-opera „ Norma” - rolul Adalgisa.
- G. Verdi-opera „ Aida” - rolul Amneris.
- G. Bizet-opera „Carmen” - rolul Carmen.
- G. Verdi-opera „ Trubadurul ” - rolul Azucena.
- E.Saint-Säens-opera “Samson și Dalila - rolul Dalila.
- G.Verdi-opera „ Don Carlos ”- rolul Eboli.
- G.Verdi-opera „ Bal mascat (Verdi)” - rolul Ulrica.
- G.Verdi-opera „ Nabucco ” - rolul Fenena.
- E.Humperdinck-opera „Hänsel și Gretel”-rolul Hans, rolul Vrajitoarei.
- R.Strauss-opera „Liliacul”- rolul Orlovsky.
- G Rossini-opera „  Bărbierul din Sevilla (Rossini)”- rolul Berta.
- W.A. Mozart-opera „ Nunta lui Figaro”- rolul Marcellina.
- C Trǎilescu-opera „Bǎlcescu”- rolul Ana Ipǎtescu.
- N Bretan-opera „Horia”- rolul Dochia.
- C. Trǎilescu-opera „Motanul Încǎlțat”- rolul Doica.
- T. Bratu-opera „Stejarul din Borzești- rolul Bǎtrâna.
- L. Profeta-opera „Peter Pan”- rolul Nana.
- P.Mascagni-opera „Cavalleria rusticana”-rolul Santuzza, rolul Lola, rolul Mama Lucia.
- W.A.Mozart-opera „ Flautul fermecat” -rolul Doamna 3, rolul Copil 3.
- G.Donizetti-opera „Lucia de Lammermoor- rolul Alisa.
- F.Flotow- opera „Martha”- rolul Nancy.
- G.Gounod- opera „Faust”- rolul Martha.
- G.Puccini- opera „Mantaua”- rolul Frugola.
- G.Puccini- opera „ Madama Butterfly”-rolul Suzuky.
- G.Puccini- opera „Gianni Schicchi”-rolul Ciesca, rolul Zita.
- G.Enescu- opera „ Oedip (operă)”- rolul Sfinxul.
- G.Dumitrescu- opera „Orfeu”- rolul Medeea.
- G.Verdi- opera „ Otello (Verdi)”- rolul Emilia.
- C.P.Basacopol- opera „Inimǎ de copil”- rolul Mama. (pregătirea muzicală- compozitoarea – Carmen Petra Basacopol.
- A. Iorgulescu- opera „Revuluția”  - Premiera în cadrul Festivalului G  Enescu pe data de 15 septembrie 1991 Personajele : Conul Leonida- Florin Diaconescu , Efimița - Lucia Cicoară- Drăgan , Safta- Cristina Eremia.
- G.Verdi- opera „ Rigoletto ”- rolul Maddalena.
- J.Offenbach- opera „Povestirile lui Hoffmann”-rolul Vocea.
- G.Rossini- opera „Italianca în Alger”- rolul Zulma.
- R.Wagner- opera „ Olandezul zburător (operă)”- rolul Mary.
- M.Delibes- opera „Lakme”- rolul Malika.
- A.O’Sullivan- opera „Gondolierii”- rolul Tessa.
- G.P.Telemann- opera „Pimpinone”-rolul Pimpinone.
- G.Pergolesi- opera „La Serva Padrona”- rolul Umberto.
- G.Verdi- opera „ Falstaff (Verdi)”- rolul Quickly.
- R.Wagner- opera „ Tannhäuser (operă)”-rolul Venus.
- Puccini – „La Rondine” – Suzy.
- C. W.Gluck - Orfeu și Euridice - rolul Orfeu
- D.Cimarosa - Casatoria secreta - rolul Fidalma
- A. Vieru –„ Un pedagog de școala nouă” – Pedagogul.

Lied:
- R.Schumann- „Dragoste și viațǎ de femeie”
- R.Schumann- „ Myrten”, „Liederkreis”
- G.Enescu- „Șapte cântece” pe versuri de Clement Marot”
- G.Mahler- „ Kindertotenlieder”
- P.I.Ceaikovsky, S. Rahmaninov, R.Strauss, G.Fauré, C. Debussy.

Repertoriu vocal simfonic:
- W.A.Mozart- Requiem
- W.A.Mozart- Missa Încoronǎrii
- G. Rossini- Stabat Mater.
- A.Dvorak- Stabat Mater
- G.Verdi- Requiem
- L. van Beethoven- Simfonia a- IX- a
- J.Brahms – Rapsodia pentru Alt

Discografie Electrecord:
- Lucia di Lammermoor - G Donizetti - La conducerea muzicală: Marele Maestru Constantin Petrovici alături de dirijorul corului Stelian Olaru , cu următoarea distribuție:  Nicolae Herlea, Silvia Voinea, Florin Georgescu, Pompei Hărășteanu, Gabriel Năstase, Lucia Cicoară, Nicolae Bratu. [9]
- Peter Pan- L.Profeta- Cățelușa Nana-debut 1984- disc Electrecord.[10]

Concerte:
- - Incantații dacice-Doru Popovici- 1982
- - Concerte de Colinde cu ocazia Crǎciunului- Muzeul Enescu, Teatrul “Nae Leonard”- Galați, Teatrul Brǎila, Oradea, Sibiu,Teatrul Masca.
- - Stabat Mater- G.Rossini, la Ateneul Român, Filarmonica Craiova, Teatrul „Nae Leonard” Galați, Filarmonica de Stat din Sibiu.
- - Rapsodia de Alt- Brahms 1982- Galați, Craiova, Oradea.
- - Visul unei nopți de varǎ- M.Bartoldy- 1984- Galați.
- - Requiem-Verdi- Olanda, Belgia, Spania.

Recitaluri lied:
J. Brahms, Fr.Schubert,R.Schumann,H.Wolf, M.de Falla, G. Enescu, P.I. Ceaikovski,  T.Brediceanu, G. Ștefǎnescu, F.Donceanu, D.Gheciu, N.Bretan, D. Popovici, V.Popovici, C. Țǎranu, T. Jarda, C.Petra Basacopol, H. Jerea, P. Bentoiu, M. Jora, T. Ciortea, T. Jarda

## Înregistrări
- Lucia di Lammermoor - G. Donizetti (Alisa) - Disc Electrecord, DVD și CD. Dirijor – Constantin Petrovici.
- Peter Pan - L. Profeta – rolul cățelușei Nana- Disc Electrecord, DVD și CD. Dirijor – Claudiu Negulescu.
- Arii de opera - CD Ars Nova.
- Trubadurul-G.Verdi (integral)- Opera Naționalǎ București (2001-2002) Dirijor Răzvan Cernat.
- Aida-G.Verdi (integral) - 2002- Opera Națională București. Dirijor Cornel Trăilescu.
- Aida –G. Verdi (integral) Spectacol în aer liber cu Teatrul Muzical „Nae Leonard” Galați.- Dirijor Victor Dumănescu.
- Don Carlos- G.Verdi –Eboli – debut 11 X 1992- Opera Națională București. Dirijor Ion Iancu.
- Samson și Dalila-  Dalila - actul II -  Opera Națională București. Dirijor – Camil Marinescu.
- Norma –Adalgisa V.Bellini- rolul integral- dirijor C. Trăilescu. Opera Națională București.

## Turnee
Turnee efectuate cu Opera Nationala Bucuresti in calitate de prim solista in : Austria, Germania, Franța, Elveția, Italia Spania, Olanda, Belgia, Grecia, Ucraina (Odessa), Coreea de Nord, Anglia, Ungaria, Portugalia, Luxenburg.
Colaborǎri cu: Filarmonica Botoșani, Filarmonica de Stat Sibiu, Opera din Brașov, Opera din  Craiova, Opera din Constanța (solistică și regie), Orchestra Naționalǎ Radio. Filarmonica Pitești, Filarmonica Craiova, Filarmonica Oradea .Filarmonica „G.Enescu” București.

## Activitate profesională
Activitate regizorală:
- Opera„ Rigoletto”de G. Verdi la Teatrul Național de Operă și Operetă „Nae Leonard” din Galați ( 2006- 2023)
- Opera „Bal mascat ” de G. Verdi la  Teatrul Național de Operă și Operetă „Nae Leonard” din Galați -2008.
- Opera „O noapte furtunoasă” de P. Constantinescu la „Teatrul de Operă și Balet Oleg Danovski” Premiera  9.12.2010
- Opera "Otello (Verdi)" de G. Verdi la „Teatrul de Operă și Balet Oleg Danovski” - asistență de regie la Cristian Mihăilescu  
- Opera „Don Pasquale” de G. Donizetti la „Teatrul de Operă și Balet Oleg Danovski” Premiera 23. 10.2011.
- Opereta „Voievodul țiganilor” de J. Strauss la „ Teatrul de Operă și Balet Oleg Danovski” Premiera 17.11.2019
- Hansel și Gretel de E. Humperdinck la „Teatrul de Operă și Balet Oleg Danovski” Premiera 25, 26, 27. 12. 2021. 
- „Țara surâsului” de F. Lehar la „ Teatrul de Operă și Balet Oleg Danovski” Premiera 19.06. 2022 
Activitate solistică:
- 1978-1982- solistă vocală la Teatrul Național de Operă și Operetă „Nae Leonard” din Galați
- 1982-2002- solistă vocală la Opera Națională București
- 2002- 2012 -solistă vocală la Teatrul Național de Operă și Operetă „Nae Leonard” din Galați
Activitate didactică:
- Profesor asociat la Universitatea Națională de Muzică București (2004-2008)
- Profesor de canto la Liceul D.Cuclin din Galați- 2003- 2004.
- Lect.univ.dr. Universitatea „Ovidius” din Constanța  2003-2006
- Conf.univ.dr.   Universitatea „Ovidius” din Constanța- Facultatea de Arte,specializarea Canto 2007-2016.

## Premii naționale
-- Festivalul Național „Cîntarea României” 1979 - premiul II
- Festivalul Național „Cîntarea României” 1983 - premiul I
- Opera Națională București - Premiul de Excelențǎ “Caragiale”- 1989
- Premiul „Rolul anului” acordat de Actualitatea Muzicalǎ pentru rolul titular (în travesti) din opera “Pimpinone” de G. Ph.Telemann în spectacolul Operei Comice - 1999.
- Ordinul Național pentru Merit în gradul de Cavaler- 2002
- 2011- Brevetul și Ordinul Leonard, -  pentru întreaga activitate artistică depusă în slujba dezvoltării vieții artistice oferit de Teatrul Național de Operă și Operetă „Nae Leonard” din Galați, la 50 de ani de la instituționalizare.

“Cel mai interesant premiu la categoria „Muzicǎ de operǎ, simfonicǎ și de camerǎ a fost cu siguranțǎ cel pentru “Rolul anului” obținut de mezzosoprana Lucia Cicoarǎ Drǎgan”.- Adrian Iorgulescu provocat de Titus Andrei.

## Alte premii și diplome
- 1984 - Diploma di Merito – Associazione Amicii  della Musica Caltanisetta Italia- premio IV
- 1996 - Diplomă pentru merite deosebite în dezvoltarea și promovarea artei muzicale în Republica Moldova.
- 1997- Trofeul de Aur - Phenian- Coreea de Nord
- Diploma de Excelență – Simpozionul Național Prof. Univ. dr. muzicolog- Petre Brâncuși –ediția a 4 a.
- 2001 – Opera  Națională București  acordă la aniversarea a 80 de ani de la instituționalizare- Diploma  pentru întreaga activitate dedicată teatrului liric.
- 2004 – Diploma  de Excelență pentru  contribuția deosebită la realizarea spectacolului 200 cu opereta „ Văduva veselă”de F. Lehar.
- 2006 - Diploma pentru activitatea depusă în cadrul Teatrului Muzical ” Nae Leonard” BREVETUL și ORDINUL LEONARD la 50 de ani de la instituționalizare.
- 2007  -Diplomă și Certificat de maturitate artistică – Studioul international di Belcanto „ Toma Popescu”- Viena – Austria
- 2011 – Opera Națională București  acordă la aniversarea a 90 de ani de la instituționalizare- Diploma  pentru întreaga activitate dedicată teatrului liric.
- 2016 – Diploma de excelență pentru întreaga activitate artistică la 60 de ani de la instituționalizarea Teatrului Muzical „Nae Leonard”
- 2016 - Diplomă de excelență cu prilejul lansării volumelor: Darul iubirii și Per aspera ad astra – în cadrul SALONULUI LITERAR„AXIS LIBRI”de la Biblioteca județeană „ V.A. Urechea” Galați -8 decembrie 2016-
- 2021 -Diploma de Excelență  în semn de înaltă prețuire pentru merite deosebite în muzică și pentru promovarea valorilor spiritale ale neamului românesc-   Academia Națiunii Române – Chișinău.
- 2021 - BREVET OM  AL ANULUI 2020, pentru întreaga activitate artistică. –București 2021.

## Distincții
- Ordinul național „Pentru Merit” în grad de Cavaler.[1]

## Publicații
1.  „Scena de Operă, manifestare a pasiunii”,  Ed. Media Musica 2004
2.  „30 de ani de scenă”,  Ed. Media Musica 2005
3.  „Per aspera ad astra” , Ed. Amurg sentimental 2016
4.  „Flori de gând”,  Ed. Media Muzica - 2004
5.  „Trandafir îngenunchiat”,  Ed. Media Muzica- 2005
6.  „Iconia”,  Ed. Media Muzica -2006
7.  „Aripi”,  Ed. Media Muzica -2007
8.  „Izvorul gândului”, Ed. Media Muzica -2007
9.  „Zâmbet”, Ed. Media Muzica -2010
10.  „Fum”, Ed. Media Muzica - 2011
11.  „Amurg”, Ed. Amurg sentimental-2013
12.  „Contraste”, Ed. Amurg sentimental- 2014
13. „Antares”, Ed. Amurg sentimental- 2015
14.  „Zenit”, Ed. Amurg sentimental - 2015
15.  „Darul iubirii”,  Ed. Amurg sentimental -2016
16.  „Lasă-le uitate-n ieri”,  Ed. Amurg sentimental- 2017
17.  „Auratele trăiri”, Ed. Amurg sentimental- 2017
18.  „Coțofanul îndrăzneț”,  Ed. Amurg sentimental- 2018
19.  „Canonul iluziilor”,  Ed. Amurg sentimental - 2019
20.  „Unda luminoasă”,  Ed. Amurg sentimental”- 2020
21.  „Înserare”,  Ed. Amurg sentimental – 2021
22.  „Un vis împlinit” , Ed. Amurg sentimental – 2021
23.  „Din fereastra gândurilor mele” – 2022
24.  „Fantezii de vară” - 2022
25.  „În dialog cu sufletul meu” - 2023
26. "Soare printre nori" - Ed. Amurg Sentimental - 2025
27. "Calatorind prin Egipt" - Ed. Amurg Sentimental - 2025

## Note

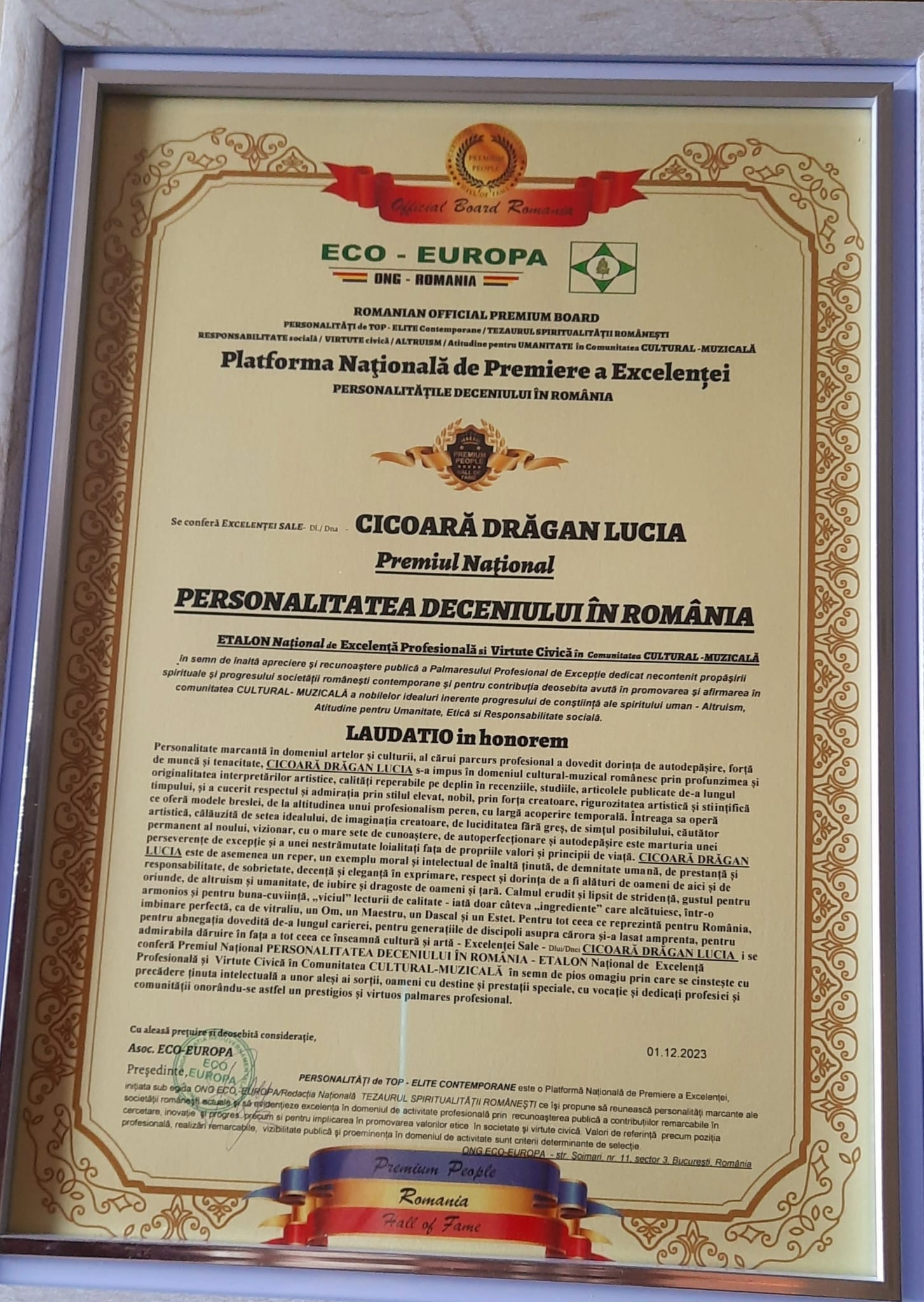
Personalitatea deceniului in Romania